# Аничкова, Анна Митрофановна
А́нна Митрофа́новна Ани́чкова (урождённая Авинова; псевдонимы Иван Странник, Ivan Strannik; 1853—1926) — русский прозаик, критик, переводчица. Жена литературоведа Е. В. Аничкова.

## Биография
В конце 1890-х — начале 1900-х жила в Париже, где её литературный салон посещали А. Франс, Вяч. Иванов, М. А. Волошин, Г. И. Чулков. Опубликовала романы, написанные на французском языке: «L'appel de l'eau» («Зов воды», 1901), «La statue ensevelie» («Зарытая статуя», 1902), «L'ombre de la maison» («Сень дома», 1904), «Les nuages» («Облака», 1905), «Les mages sans etoile» («Мудрецы без путеводной звезды», 1906). Романы переводились на английский и немецкий языки. В 1901 году в Париже был издан сборник рассказов М. Горького «Les vagabonds» («Бродяги») в переводе Аничковой.
С 1909 года жила в Петербурге, в доме Аничковых часто собирались А. А. Блок, В. Я. Брюсов, Вяч. Иванов, Ю. Н. Верховский,  В. А. Чудовский и др. Первое художественное произведение Аничковой на русском языке — рассказ «Экспериментатор» (1910). Произведения: повесть «Кира Барсукова» (1911), рассказы «Без трудов спасённые» (1911), «Сосуд дьявола» (1912), «Мундир» (1912) и повесть «Мухомор Ильич» (1916).
После Октябрьской революции занималась переводами советской литературы на английский язык.